# Derive
Derive (engl. für „herleiten“) ist eine kommerzielle Mathematik-Software, die von Soft Warehouse (Honolulu) in den 1980er-Jahren als Nachfolger von muMATH entwickelt und später von Texas Instruments vertrieben wurde. Im Vergleich zu anderen PC-gestützten Computeralgebrasystemen ermöglichen die geringen Hardwareansprüche von Derive (die MS-DOS-Versionen fanden leicht auf einer Diskette Platz) den Einsatz von Computeralgebrasystemen auch in Umgebungen mit älterer oder beschränkter Hardwareausstattung.
Mitte der 1990er-Jahre diente Derive als Basis für einige Taschenrechnerentwicklungen wie dem TI-92 von Texas Instruments (mit seinen Nachfolgern und Parallelversionen TI-89, TI-92 Plus und Voyage 200). 
Eines der ersten Länder, in denen in diversen Projekten der Einsatz von Derive in der Praxis erprobt wurde, war Österreich. Seit einigen Jahren wird in Deutschland das Programm im so genannten „projektorientierten Mathematikunterricht“ angewendet. Derive wird von Texas Instruments nicht in bestehender Form weiterentwickelt, sondern soll mittelfristig in TI-Nspire CAS aufgehen. Die letzte Version ist Derive 6.1.

## Beispiele für die Syntax
- Lösen von Gleichungssystemen:

SOLVE([2a^2x+3y=7,x-5y=0],[x,y])
führt zur Lösung:
[x=35/(10a^2+3),y=7/10a^2+3]
- Differenzieren:

DIF(SIN(a x^2),x)
wird differenziert bzw. abgeleitet zu:
2a x COS(a x^2)

## Weitere Entwicklungen
Die Entwicklung und der Verkauf von Derive wurden mit dem 29. Juni 2007 eingestellt.